# En no Gyōja
En no Ozunu o En no Ozunu, anche conosciuto come Otsuno (役小角?), En no Gyōja (役行者?, lett. "En l'asceta") o En no Ubasoku (役優婆塞?, lett. "En il laico") (nome completo En no Kimi Ozunu; 634 – 700-707) è stato un mistico e asceta giapponese, tradizionalmente ritenuto il foundatore dello Shugendō, il percorso di addestramento ascetico praticato dal Gyōja o yamabushi.
Fu bandito dalla corte imperiale a Izu Ōshima il 26 giugno 699, ma racconti popolari, almeno vecchi quanto il Nihon Ryōiki (circa 800), raccontano i suoi poteri e le sue imprese soprannaturali.

## Riferimenti storici
Anche i resoconti storici della sua vita si mescolano a leggende e folclore. Secondo la cronaca Shoku Nihongi (797), En no Ozunu fu bandito nell'isola di Izu Ōshima il 26 giugno 699:
Nonostante questo incidente, sembra che la Corte continuò a valutare molto bene la conoscenza erboristica della scuola di Ozunu, dal momento che il Vol. 11 del libro racconta inoltre che il 5 ottobre, Tenpyō 4 (28 ottobre 732), il suo allievo Karakuni no Hirotari fu eletto Capo farmacista (典薬頭?, Ten'yaku no Kami), la posizione più alta nel Settore farmaceutico (典薬寮?, Ten'yaku-ryō).

## Nella religione Shugendō

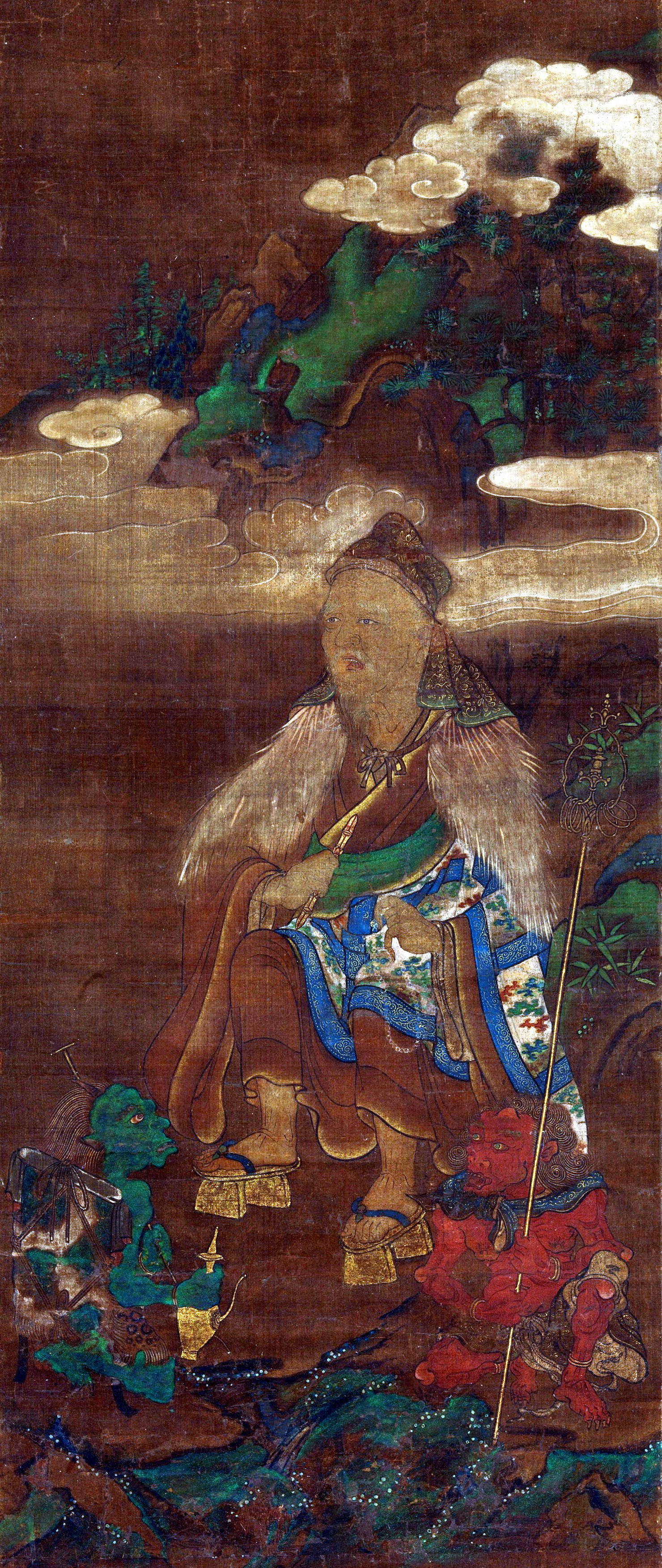
Ritratto d'epoca Muromachi di En no Gyōja accompagnato da due oni (demoni) che forniscono acqua e legna.

Nella religione popolare, En no Ozunu è tradizionalmente ritenuto il fondatore dello Shugendō,  una religione sincretica che incorpora aspetti del taoismo, dello shintoismo, del buddismo esoterico (soprattutto Shingon Mikkyō e la setta Tendai) e dello sciamanesimo tradizionale giapponese.
En no Gyōja ricevette il titolo postumo Jinben Daibosatsu (Grande Bodhisattva Jinben,神変大菩薩) in una cerimonia tenutasi nel 1799 per commemorare il millesimo anno della sua morte. La paternità del Sutra non canonico sulla vita illimitata del triplice corpo è attribuita a En no Gyōja. A causa del suo status mitico di santo di montagna, si credeva che possedesse molti poteri soprannaturali.

## Nella cultura popolare
- Nel Gion Festival di Kyoto, uno dei carri yamaboko[5] è dedicato a En no Gyoja. È una meta di pellegrinaggio annuale per gli yamabushi (praticanti lo Shugendo), che eseguono vari rituali in loco.[6]
- Nel romanzo fantasy storico Teito Monogatari di Hiroshi Aramata il protagonista Yasunori Kato afferma di essere un discendente di En no Gyōja.
- Nel manga OZN di Shiro Ohno il protagonista è una versione supereroica di En no Ozunu.
- Nel gioco per SNES Shin Megami Tensei, un personaggio non giocante chiamato En-no-ozuno risiede a Kongokai.
- Nel gioco per PS1 Oni Zero: Fukkatsu, l'antagonista principale è En no Gyōja.
- Nel romanzo di Koji Suzuki Ring, la madre di Sadako Yamamura trascina dal mare una statuetta di En no Ozunu.
- Nel film "Ninja Assassin", l'antagonista è il "Maestro Ozunu" che dirige il "9 Clan".
- Nell'anime Zenki, un personaggio postumo di nome Enno Ozunu era il maestro di Zenki, che secoli dopo sarebbe stato evocato di nuovo dal suo discendente, Chiaki Enno.
- Nel manga Touge Oni En no Ozuno è protagonista con i suoi due discepoli Zenki e Miyo (in seguito Goki); i tre visitano vari Kami per permettere a Zenki di esaudire un suo desiderio.